# Bundesstraße 181
Die Bundesstraße 181 (Abkürzung: B 181) ist eine deutsche Bundesstraße in den Bundesländern Sachsen-Anhalt und Sachsen.

## Verlauf
Die Bundesstraße 181 beginnt im Süden Merseburgs als Naumburger Straße und verläuft dann Richtung Osten im Süden an der Innenstadt Merseburgs vorbei. Dann überquert sie die Saale, durchquert Neumarkt und überquert dann den Mittelkanal. Dann wird Meuschau südlich tangiert. Ab hier verläuft die Straße als Leipziger Straße. Nach 2 km verläuft die Bundesstraße im Süden an Tragarth vorbei und unterquert dann die Gleise einer Bahnstrecke nach Ammendorf über Lochau. Ab hier verläuft die Straße parallel zur stillgelegten Bahnstrecke Merseburg–Leipzig-Leutzsch. Nach einem Kilometer liegt Wallendorf (Luppe) auf dem Weg, nach weiteren zwei Kilometern folgt Zöschen. Hier macht die Straße einen Knick nach Südosten, überquert die Bahnstrecke Merseburg–Leipzig und dann verläuft sie durch Göhren. Dann überquert sie drei Kilometer später den Elster-Saale-Kanal zum ersten Mal und verläuft dann im Süden um Zschöchergen herum. Dann folgt der Ort Günthersdorf. Hier verläuft die Straße nördlich am Einkaufszentrum Nova vorbei, danach kommt die Anschlussstelle der A 9 als Kleeblattkreuz und dahinter die Landesgrenze zu Sachsen. Hier ist die Bundesstraße 181 auf einer Länge von 2 km vierspurig ausgebaut. Danach verläuft sie südlich an Dölzig vorbei, wo sie die B 186 kreuzt. Nun erreicht die Straße die Stadtgrenze von Leipzig und dahinter den Stadtteil Rückmarsdorf. Hier verläuft die Straße zunächst als Sandberg und dann als Merseburger Straße. Als Nächstes wird der Elster-Saale-Kanal zum zweiten Mal überquert und dann die Bahnstrecke Leipzig–Großkorbetha. Dann verläuft sie zur B 87.

## Geschichte

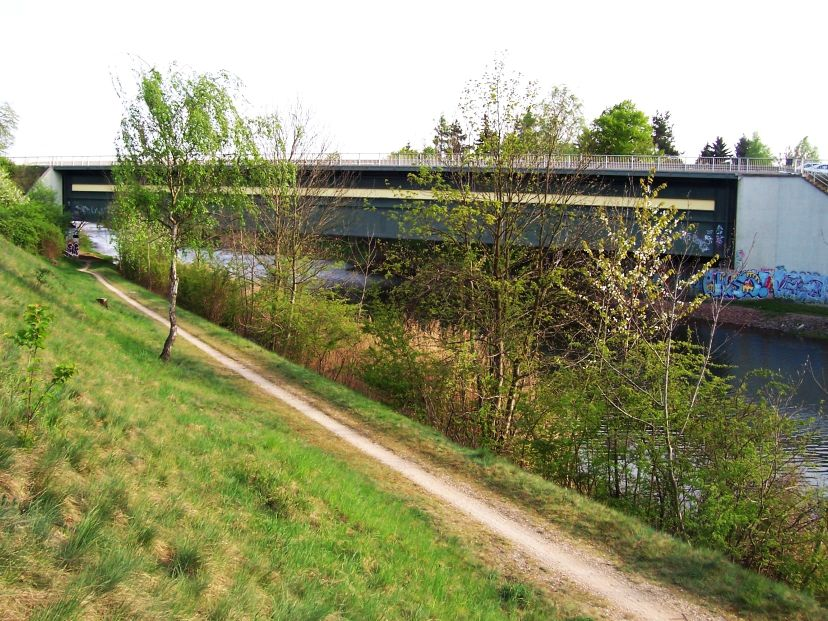
Brücke bei Rückmarsdorf über den Elster-Saale-Kanal

Die heutige B 181 entstand zwischen 1816 und 1831 als Teil der preußischen Staatschaussee Nr. 68, die von Leipzig über Merseburg, Lauchstädt und Artern/Unstrut bis nach Berga führte. Deren östlicher Streckenabschnitt zwischen Leipzig und Merseburg wurde um 1937 zur Reichsstraße erhoben. Vorläufer war unter anderem die Poststraße Leipzig–Merseburg. Bis 1974 verlief der gesamte Verkehr zwischen Merseburg und Leipzig durch die enge Altstadt Merseburgs. Erst mit der Sozialistischen Rekonstruktion wurde auf der Fläche der südlichen Altstadt eine neue zweistreifige Schnellstraße gebaut. 1976 wurde die neue Brücke über die Saale fertiggestellt.
Seit den 1990er-Jahren sind ein streckenweiser Ausbau und eine Neutrassierung im Gespräch. Bisher wurde der Abschnitt zwischen der Anschlussstelle Leipzig-West der A 9 und Dölzig ausgebaut. Neubauten auf der Sachsen-Anhalter Seite wären technisch schwierig (Brücke über einen Saalearm in Merseburg, stillgelegte Bahnstrecke Merseburg–Leutzsch, aufgelassener Tagebau Wallendorf, Elster-Saale-Kanal, Ortslage Günthersdorf).